# Domen Gril
Domen Gril (Maribor, Eslovenia; 10 de junio de 2001) es un futbolista esloveno. Juega como guardameta. Su equipo actual es el Académico de Viseu FC de la Segunda Liga de Portugal.

## Carrera

### Clubes
NK Bravo
Con quince años, en 2016, pasó a formar parte de la cantera del NK Bravo proveniente del NK Bistrica. El 26 de septiembre de 2018, debutó oficialmente en un partido contra el contra el NK Dob en la Segunda Liga eslovena. Jugó 18 partidos de liga en esa temporada y ayudó al equipo a ascender a la Prva SNL eslovena.
TSG 1899 Hoffenheim II
A comienzos de la Temporada 2019/20 el TSG 1899 Hoffenheim II mostró interés por el portero esloveno, pero no se materializó en un contrato. Sin embargo seis meses después fichaba un contrato hasta 2024 con el club alemán que lo dejaría en calidad de cedido en el NK Bravo hasta final de temporada.

### Internacionalidades
Domen Gril ha jugado en la selección eslovena Sub-16 un partido, en la Sub-17 nueve, en la Sub-18 dos, en la Sub-19 tres y en la Sub-21 dos.